# Helga Görlin
Helga Maria Görlin, född 26 september 1900 i Nolby, Eda församling, Värmlands län, död 31 januari 1993 i Farsta församling, Stockholm, var en svensk operasångerska (sopran).

## Biografi
Görlins föräldrar var torparen Nils Gustaf Jansson Görlin och hans hustru Johanna Johansson. Hon studerade 1919–1920 sång för Gillis Bratt i Stockholm, 1921 för Ludwig Mantler i Berlin, 1927–1928 för Bernhardi i Paris och var 1925–1927 elev vid Kungliga Teaterns operaskola. Hon studerade även för Britta von Vegesack i Stockholm. Hon scendebuterade på Kungliga Teatern 1926 som Mélisande vid den svenska premiären av Debussys Pelléas och Mélisande, och fick anställning där året därpå. Görlin var en av 1930- och 1940-talens mest anlitade sopraner på Operan, och hade framgångar i roller främst i verk av Mozart och Puccini. Bland rollerna kan nämnas Cio-Cio San i Madama Butterfly, Margareta i Faust och Mefistofeles samt Fausts fördömelse. Hon var verksam vid Kungliga Teatern till 1951. Hon gästspelade i bland annat Köpenhamn, Oslo, Helsingfors, Riga, Bryssel, och Paris samt turnerade i USA.
Hon utnämndes till hovsångerska 1941 och tilldelades Litteris et Artibus 1934. Mellan 1931 och 1947 var hon gift med operadirektören Arthur Hilton. Helga Görlin är begravd på Eda kyrkogård. Helga Görlins minnesfond instiftades 1993.

## Utmärkelser
- 1934 – Litteris et Artibus
- 1941 – Hovsångerska
- 1977 – Ledamot av Musikaliska Akademien

## Diskografi
- Den siste sångarfursten = The last singing despot. Caprice CAP 21586 (4 cd). 1998. – Innehåll: Figaros bröllop (Mozart). Görlin som Susanna. Inspelad 1937.
- Set Svanholm live. Wagner, Verdi. Stockholm Royal Opera Orchestra. Dir. Nils Grevillius, Leo Blech, Karl Elmendorff. Joel Berglund, Set Svanholm, Helga Görlin, Leon Björker, Gertrud Wettergren. Preiser 90332. 2 CD. Svensk mediedatabas.
- Röster från Stockholmsoperan under 100 år. HMV 7C 153-35350. Svensk mediedatabas.
- Operasångerskan Helga Görlin med Orkester – Stor Orkester. Med Sång – Sancta Lucia/Nordens Lucia. Silverton (2) St. 3063, Format:Shellac, 10". Released December 1936.
- Jultoner från förr: originalinspelningar från 1928–1954. Helga Görlin m.fl. Naxos Nostalgia 8.103013. Svensk mediedatabas.
- Famous Swedish opera singers: arias and scenes at the Royal Opera House in Stockholm. Gala GL 333. Svensk mediedatabas.
- Zandonai, Cavalieri di Ekebú: excerpts. Singers in Sweden, vol. 5. Rubini GV.50. Svensk mediedatabas.
- Svenska operaröster från förr. Thorborg, Kerstin, Beyron, Einar, Hertzberg, Brita, Forsell, John, Görlin, Helga. HMV SCLP 1022. Svensk mediedatabas.
- Helga Görlin på http://www.youtube.com

## Filmografi
- 1934 – Karl Fredrik regerar
- 1935 – Valborgsmässoafton
- 1937 – John Ericsson - segraren vid Hampton Roads
- 1945 – Hans Majestät får vänta

## Rollporträtt

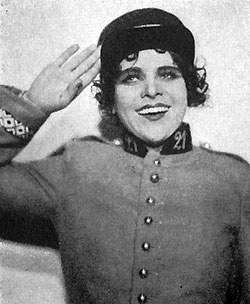
I Lilla Helgonet.
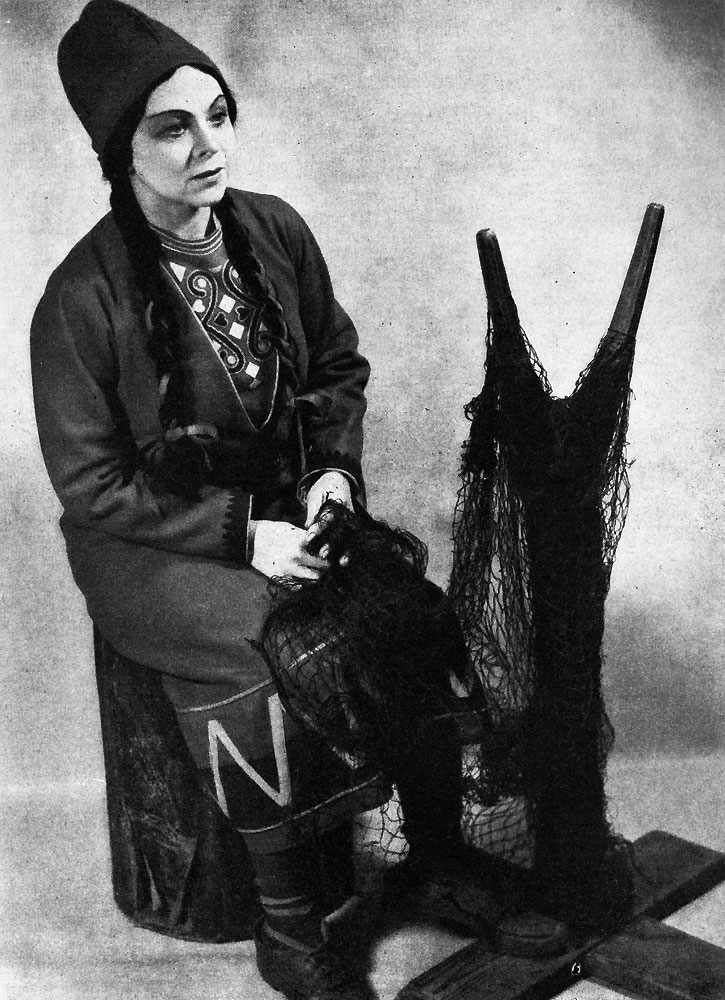
Som Vaino i Arnljot.